# 偽りなき者
『偽りなき者』（いつわりなきもの、Jagten）は2012年のデンマークのドラマ映画。トマス・ヴィンターベア監督、マッツ・ミケルセン主演。クリスマスを迎えるデンマークの小村を舞台とし、集団ヒステリーの対象となった男性を描く物語である。2012年5月に開催された第65回カンヌ国際映画祭ではコンペティション部門で上映され、ミケルセンが男優賞を受賞した。また、第86回アカデミー賞では外国語映画賞にノミネートされた。

## 物語
ルーカスは学校教師だったが、妻との離婚を経て今は息子のマルクスとの関係を保ちながら、幼稚園の教師を続けていた。彼の友人テオの娘であるクララはルーカスを好いていたが、贈り物をしようとしても彼が頑として受け取らないのに腹を立て、幼稚園の園長に彼が性的虐待をしたかのような告げ口をする。クララにとってはちょっとした悪戯でしかなかったが、閉鎖的な田舎町でこの発言は大きな波紋を広げ、ルーカスは許されない変質者の烙印を押される。そして買い物に出ようにも店から追い出され、仕事も奪われ、いわれのない近隣からの攻撃に家に閉じこもらざるを得なくなり、ついには警察に連行されてしまう。だが、証拠不十分なため無罪となり釈放されたルーカスは、周囲の人々に自分の誠意を訴えることで関係修復を成し遂げた。すべては解決されたかに見えたが、漠然とした悪意はなおも周囲に残り続けていることを彼は肌で知るのだった。

## キャスト
- ルーカス - マッツ・ミケルセン

離婚歴のある幼稚園教師。42歳。
- テオ - トマス・ボー・ラーセン（英語版）

ルーカスの幼なじみで親友。
- クララ - アニカ・ヴィタコプ

テオの娘。ルーカスの幼稚園に通っている。
- マルクス - ラセ・フォーゲルストラム

ルーカスの別れた妻が引き取って育てている息子。
- グレテ - スーセ・ウォルド（英語版）

ルーカスが勤める幼稚園の園長。
- アグネス - アンヌ・ルイーセ・ハシング（英語版）

テオの妻。クララの母。
- ブルーン - ラース・ランゼ（英語版）

ルーカスの親友。マルクスの名付け親。
- ナディヤ - アレクサンドラ・ラパポート（英語版）

ルーカスの同僚で恋人。

## 製作
デンマークの映画会社ゼントロパが2000万クローネで製作した。スウェーデンのFilm i Västとゼントロパ・インターナショナル・スウェーデンから共同製作支援を受けた。さらにデンマーク映画協会、デンマーク放送協会、Eurimages、ノルディスク映画&テレビファンド、スウェーデン映画協会、スウェーデン・テレビ、MEDIA Programmeの支援も受けた。

## 公開

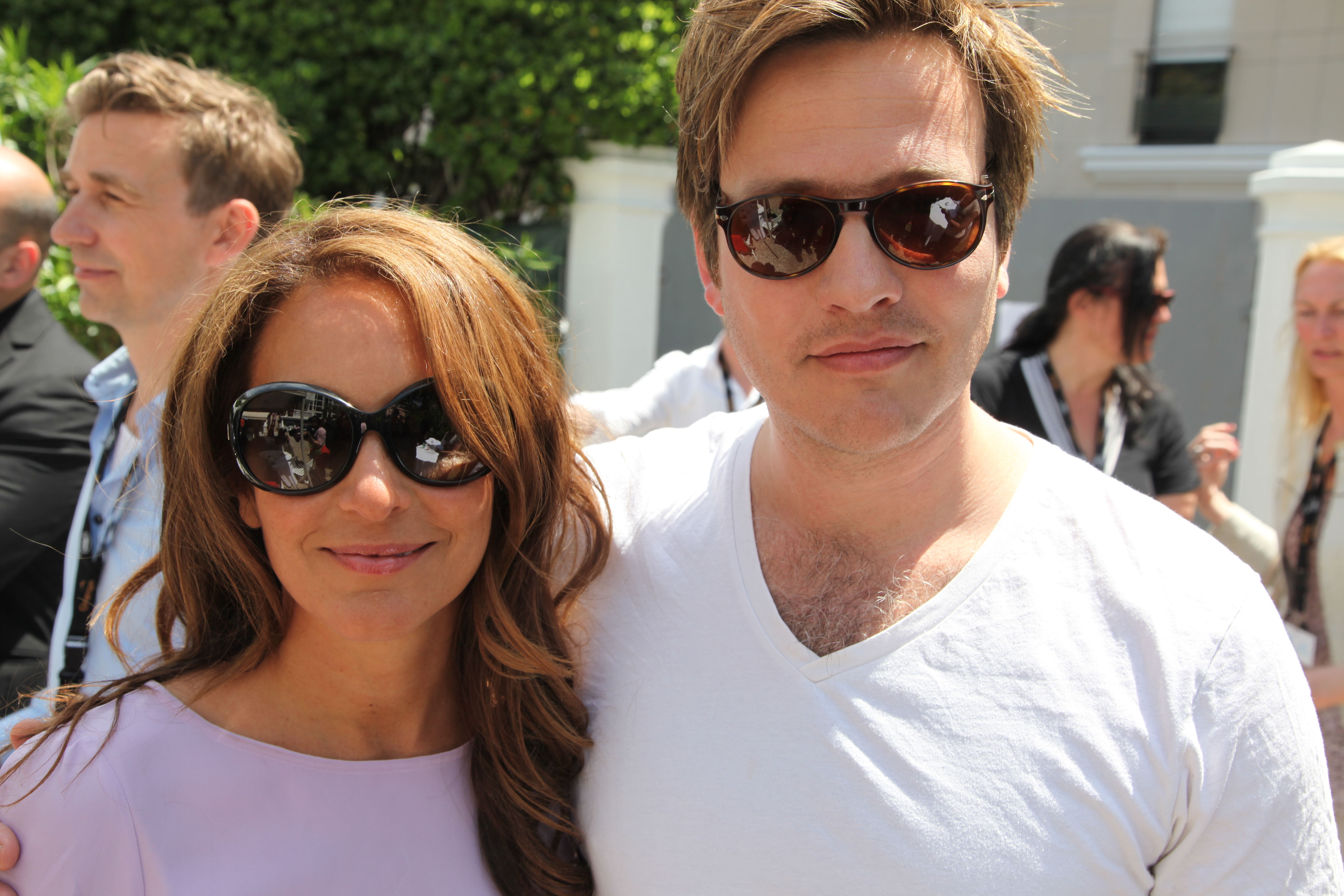
カンヌ国際映画祭でのアレクサンドラ・ラパポートとトマス・ヴィンターベア。

2012年5月20日、第65回カンヌ国際映画祭でプレミア上映された。デンマーク語の映画が主要コンペティション部門で上映されるのは1998年以来である。同映画祭ではマッツ・ミケルセンが男優賞を受賞した。デンマークではNordisk Film配給で2013年1月13日に公開が予定された。